# Баду, Эрика
Э́рика Баду́ (англ. Erykah Badu, при рождении Эрика Эби Райт (англ. Erica Abi Wright), род. 26 февраля 1971, Даллас) — американская певица в стилях соул и ритм-энд-блюз, автор песен, продюсер и актриса. Чаще всего Эрику Баду относят к музыкантам, исполняющим соул.
Карьера Баду началась после открытия шоу исполнителя Ди Энджело в 1994 году, в Форт-Уэрте. Исполнительный продюсер лейбла Кедар Массенбург был очень впечатлен ее выступлением и подписал на Kedar Entertainment. Первый альбом Baduizm, был выпущен 11 февраля 1997 года. Он породил собой три сингла: «On & On», «Next Lifetime» и «Otherside of the Game». Альбом был сертифицирован тройным платиновым диском Американской ассоциацией звукозаписывающих компаний. Первый концертный альбом Live, был выпущен 18 ноября 1997 года и был дважды сертифицирован платиновым диском. Эрика Баду воспринимается как одна из самых влиятельных фигур нео-соула.
Второй студийный альбом Баду, Mama's Gun, был выпущен 31 октября 2000 года. Он породил три сингла: «Bag Lady», который стал ее первым синглом, попавшим в топ-10 на Billboard Hot 100 и достигший 6 позиции; также синглы «Не Cha Know?» и «Cleva». Альбом был сертифицирован платиновым диском. Третий альбом, Worldwide Underground, был выпущен 16 сентября 2003 года. В нем появилось три сингла: «Love of My Life (An Ode to Hip-Hop)», «Danger» и «Back in the Day (Puff)», который стал вторым ее синглом, попавшим в топ-10 Billboard Hot 100, достигнув 9 позиции. Альбом был сертифицирован золотым. Четвертый альбом Баду, New Amerykah Part One, был выпущен 26 февраля 2008 года. В нем были два сингла: «Honey» и «Soldier». New Amerykah Part Two был выпущен в 2010 году и хорошо зарекомендовал себя как у критиков, так и коммерческий. В нем содержался сингл «Window Seat», который привел к спорам.
Под влиянием R&B, соула 1970-х годов и хип-хопа 1980-х, Баду в 1990-х годах стала ассоциироваться с поджанром неосоул, как и Ди Энджело. Ее работы часто сравнивают с джазовым творчеством Билли Холидей. В начале своей карьеры Баду была узнаваема за ее эксцентричный стиль, который часто включал ношение очень больших и красочных головных уборов. Она была одним из ключевых участников коллектива Soulquarians. Как актриса, Баду сыграла широкий спектр эпизодических и вспомогательных ролей в фильмах, включая Братья Блюз 2000, Правила виноделов и Тайны прошлого. Также принимала участие в съемках документальных фильмов Before the Music Dies (рус. Прежде чем музыка умрет) и The Black Power Mixtape 1967–1975 (рус. Черный Микстейп 1967-1975).

## Биография

### Ранняя жизнь
Эрика Баду родилась как Эрика Аби Райт в Далласе, штат Техас. В семье также был брат Эрики, Эвин, и сестра Найрока, когда из семьи ушел отец, Уильям Райт-младший (англ. William Wright Jr.). Пока мать Эрики старалась обеспечить семью, бабушка детей по материнской линии часто помогала ей заботиться о детях. Первый опыт работы в шоу-бизнесе произошел у Баду в возрасте четырех лет, в Театре Далласа (Dallas Theater Center) и The Black Academy of Arts and Letters (TBAAL), где она пела и танцевала под руководством своей крестной матери Гвен Харгроув и дяди Кертиса Кинга, основателя TBAAL.
К 14 годам Баду поучаствовала в джеме на местной радиостанции вместе с известным музыкантом Роем Харгроувом. В юности она решила изменить написание своего имени с Erica, на Erykah, поскольку считала, что ее первоначальное имя было «рабским». Приставка «kah» означает внутреннее «я». Фамилию «Баду» она оставила, так как это ее любимые слоги в скэте; кроме того, среди народа Акан в Гане этот термин применяется для 10-го ребенка в семье.
После окончания Средней школы исполнительского и изобразительного искусства Букера Т. (рус. Booker T. Washington High School for the Performing and Visual Arts) в городе Вашингтон, Баду продолжила изучать театр в Государственном университете Грэмблинга (англ. Grambling State University), исторически черном университете. Чтобы сосредоточиться на музыке, она покинула университет в 1993 году до окончания и устроилась на несколько работ с минимальной заработной платой, чтобы прокормить себя. Она преподавала драму и танцы детям в Культурном центре Южного Далласа. Работая и гастролируя со своим двоюродным братом Робертом "Свободным" Брэдфордом (англ. Robert "Free" Bradford), она записала демо Country Cousins из 19 песен, которое привлекло внимание Кедара Массенбурга. Он организовал запись Баду в дуэте с Ди Энджело, в треке «Your Precious Love», и в конце концов подписал с ней контракт на Universal Records.

### BaduizmиLive(1997–1999)
Baduizm, дебютный альбом Баду, был выпущен в начале 1997 года. Альбом встретили с критическим и коммерческим успехом, дебютировав на втором месте в чарте Billboard и на первом в американском Billboard Top R&B/Hip-Hop Albums. Успех Baduizm помог установить Баду роль одного из ведущих артистов формирующегося жанра неосоул. Ее особый стиль пения привлек много сравнений с Билли Холидей. Baduizm был сертифицирован трижды платиной Американской ассоциации звукозаписывающих компаний, золотом Британской ассоциацией производителей фонограмм и Канадской ассоциацией звукозаписывающих компаний.
Вместе с альбомом вышли четыре сингла; ведущий сингл «On & On» был выпущен в январе 1996 года и достиг 12 строчки в чартах Billboard Hot 100 в США и UK Singles Chart в Великобритании, а также появился в новозеландских чартах. Альбом и сингл также впервые в карьере Баду, были номинированы на премию Грэмми, где «On & On» победил в категории Лучшее женское вокальное исполнение в стиле ритм-н-блюз, а альбом в категории Лучший альбом в стиле ритм-н-блюз.
Баду записала свой первый концертный альбом Live будучи беременной сыном Севеном (англ. Seven), и релиз записи совпал с его рождением. Альбом был выпущен 18 ноября 1997 года и достиг четвертой позиции в Billboard 200 и первой в американском Billboard Top R&B/Hip-Hop Albums. Альбом был дважды сертифицирован RIAA платиной за продажи более двух миллионов копий. Первый сингл альбома «Tyrone» был выпущен в октябре 1997 года и стал еще одним R&B-хитом. «Tyrone» лирическая песня, упрекающая эгоистичного, дешевого и невнимательного бойфренда. Баду также сотрудничала с The Roots (которые ранее принимали участие в записи нескольких треков в Baduizm) в прорывном релизе 1999 года Things Fall Apart. Она принимала участие в записи песни «You Got Me» коллектива The Roots и американской рэп-исполнительницы Eve. В соавторстве с Джилл Скотт, песня достигла пика на 39 строчке в США и 31 в Великобритании. За песню была присвоена премия Грэмми за лучшее рэп-исполнение дуэтом или группой в 1999 году.

### Mama's GunиWorldwide Underground(2000–2006)
По прошествии некоторого времени, которое понадобилось Баду для ухода за ребенком, она вернулась в 2000 году с альбомом Mama's Gun. Альбом был охарактеризован как более ограниченный жанрово, чем ее предыдущая студийная работа, и в основном был записан при участии Soulquarians и басиста Пино Палладино. Ремикс на одну из песен альбома, «Bag Lady», был выпущен в качестве первого сингла и возглавил чарты R&B в течение следующих семи недель. Несмотря на то, что ни один из первых двух альбомов не достиг высоких позиций, Mama's Gun был еще одним успехом продаж и завоевал платину, а трек «Bag Lady» был номинирован на премию «Грэмми».
К 2000 году Баду находилась в романтических отношениях с коллегой по Soulquarian рэпером Common. Они выпустили совместную работу «Love of My Life (An Ode to Hip-Hop)» в качестве саундтрека к фильму Тёмный сахар. «Love of My Life» достигла 9 позиции в поп-чартах, возглавила R&B-чарты и в 2003 году Баду была награждена четвертой премией Грэмми за трек. В 2001 году Баду отправилась в турне с альбомом Mama's Gun. Гастроли начались в Северной Америке 10 февраля в Кливленде, штат Огайо, в Театре Аллена (англ. Allen Theatre). Баду дала выступления Вашингтоне и Чикаго. Маршрут тура продолжался с дополнительными выступлениями в течение всего лета в Европе и США. После выхода Mama's Gun и «Love of My Life» у артистки начался творческий кризис.
16 сентября 2003 года она выпустила свой третий студийный альбом Worldwide Underground. Он был более ориентированным на джемы, в отличие от любой предыдущей работы. Баду отметила, что альбом был разработан как «один непрерывный грув». После выпуска, альбом подвергся критике за свободную, нетрадиционную структуру песен, но в целом альбом получил положительные отзывы критиков. Коммерчески альбом хорошо зарекомендовал себя и дебютировал под номером три в чарте Billboard 200 на неделе 4 октября 2003 года, продав 143 561 копий за первую неделю. В конечном счете, проведя 11 недель в Billboard 200, альбом также занял второе место в топе альбомов Billboard R&B/Hip-Hop и провел 30 недель в чарте. К декабрю 2003 года альбом был продан в количестве 394 000 копий внутри страны. 28 октября 2003 года Worldwide Underground был сертифицирован Ассоциацией звукозаписывающей индустрии Америки как золотой, после продажи более 500 000 копий в Соединенных Штатах. По данным Nielsen SoundScan, альбом был продан в количестве 609 000 копий в Соединенных Штатах.
Первый сингл Баду, «Love of My Life (An Ode to Hip Hop)», достиг пика на 9 позиции в Billboard Hot 100 и первой в чарте Hot R&B/Hip-Hop Songs. Второй сингл «Danger» занял 82 место в Hot 100 и 27 в Hot R&B/Hip-Hop Songs, в то время как третий сингл «Back in the Day (Puff)» достиг 62 позиции в Hot R&B/Hip-Hop Songs. Баду четыре раза была номинирована на премию Грэмми за альбом. Также она принимала участие в записи альбома Ancestry In Progress (2004) коллектива Zap Mama, в частности в треке «Bandy Bandy». В 2004 году было дано начало турне Worldwide Underground Tour. The Roots сделали специальное вступительное выступление на шоу 11 февраля в Лос-Анджелесе. Баду возобновила тур осенью с дополнительными датами в Америке и Европе.
В 2005 году Баду была судьей 4-й ежегодной независимой музыкальной премии в поддержку карьеры независимых артистов. Также стала соучредителем фестиваля Sugar Water Festival вместе с Куин Латифой и Джилл Скотт. Фестиваль проходил в амфитеатрах и на аренах в Соединенных Штатах летом 2005 и 2006 годов. Начинался в 2005 году как мероприятие, призванное привлечь внимание афроамериканских женщин к проблемам здравоохранения. Британский дуэт Floetry открыл шоу в 2005 году. Фестиваль был возобновлен на короткое время в 2006 году, когда Келис открыла шоу, а организатором фестиваля был актриса и комик Мо’Ник. 2006 был последним годом. У фестиваля были планы по расширению на Европу и Азию, но этого не произошло. Летний тур начался 10 июня в Ноксвилле, штат Теннеси, с трех концертов в США, и возобновился в июле для нескольких концертов в Европе. В августе Баду выступала в качестве одного из участников концерта с Джилл Скотт и Куин Латифой на фестивале Sugar Water.

### New Amerykah Part One(2007–2009)
Получив свой первый компьютер на рождество, Баду начала общаться и получать музыку от Questlove, Q-Tip, J Dilla и других. Позже она начала использовать свой ноутбук в качестве мини-студии звукозаписи для создания различных минусовок песен, что привело к основным сессиям записи альбома в Electric Lady Studios в Нью-Йорке.

## Дискография
- Baduizm (1997)
- Mama’s Gun (2000)
- World Wide Underground (2003)
- New Amerykah Part One (4th World War) (2008)
- New Amerykah Part Two (The Return of The Ankh) (2010)